# Rosina Aimo
Rosina Aimo (Tortona, al voltant de 1856 - ?, després de 1897) fou una soprano italiana. Va cantar en catorze països de quatre continents.
Després d'estudiar cant amb Lauretta Romanò a Milà, va debutar l'octubre de 1874, amb només divuit anys, al Teatre Municipal d'Alessandria interpretant Sinaide a l'òpera Mosè in Egitto de Rossini. El seu èxit immediat la va convertir en una cantant molt sol·licitada pels principals directors de l'època, cosa que li va permetre actuar als teatres més prestigiosos del nord d'Itàlia. Entre 1875 i 1876 va destacar al Teatre Chiabrera de Savona, va triomfar a Torí i el 1877 va protagonitzar Elvira a Ernani de Verdi al Teatre Dal Verme de Milà.
El 1880, la seva trajectòria va prendre un gir internacional quan es va unir a la Compagnia Labruna, amb la qual va oferir actuacions destacades a Alexandria (Egipte). Posteriorment, va captivar el públic al Gran Teatre del Liceu de Barcelona, i va continuar la seva gira per ciutats com Saragossa, Valladolid i Lisboa el 1883. La seva carrera la va portar encara més lluny, amb actuacions a Austràlia i Nova Zelanda el 1888 i 1889. El 1891, va iniciar una nova gira per diverses regions d'Amèrica del Sud i Central, consolidant la seva reputació com a artista de renom internacional.
L'any 1895, va protagonitzar 29 òperes italianes diferents a Niça en només trenta-nou dies, demostrant la seva impressionant versatilitat. Entre 1882 i 1895, va ser una convidada habitual al Teatro Rossetti de Trieste, on el públic la va acollir amb gran entusiasme. També va actuar en altres escenaris destacats, com el Teatro Ariosto de Reggio Emilia i el Teatro Sociale Viadana. El 1896 va tornar a actuar a Mèxic. Finalment, el 1897, va fer una última aparició a Esmirna.